# 张培莉
张培莉（1941年—），又張蓓莉，籍贯浙江海鹽縣，生于甘肃兰州。中国地质学家、珠宝鉴定专家，前中国国务院总理温家宝的夫人。
张培莉毕业于兰州大学地质地理系。张培莉比温家宝大一岁，两人最初相识于温家宝在甘肃工作期间。在溫家寶入駐中南海後，她成為中國珠寶產業標準的制定者，協助建立了中國珠寶行業最權威的兩個機構：位於北京的國家珠寶檢測中心和位於上海的鑽石交易所。历任中国珠宝协会副主席、中国宝玉石鉴定委员会主任、国家珠宝玉石质量监督检验中心主任等职务。
张培莉与温家宝有一子温云松，儿媳杨小萌；一女温如春，女婿刘春航。另外她有两个弟弟：张剑鸣、张剑鹍。

## 争议

### 奢华珠宝
2007年11月2日，张培莉酷爱珠宝，曾向台湾珠宝商买珠宝，一出手就是单价6524万元新台币一条的宝石项链（合人民币1400万元）。

### 巨额家族财富
《纽约时报》2012年的调查报道称张蓓莉是“一个成功的女商人”，指她“通过管理后来被私有化的国有钻石公司，帮助亲戚将一些少数股权扩充为价值10亿美元级别的投资组合，涵盖保险、科技和房地产行业。”報導提到，温家宝母亲杨秀安拥有1.2亿美元股票“被登记在段伟红的泰鸿公司名下，而段“承认自己是张蓓莉的朋友。”2021年，段伟红前夫沈栋出版回忆录《红色赌盘》，披露二人与张蓓莉的关系。